# Сатирикон
 Сатирикон (Satyricon, Satyricon liber; Књига о сатиричним авантурама), или Satyrica, је латинско белетристично дело. Сматра се да је аутор дела Гај Петроније, иако рукописна традиција идентификује аутора као Тита Петронија. Сатирикон је пример мениповске сатире, која се разликује од формалне стиховне сатире Јувенала или Хорација.
Дело садржи мешавину прозе и стихова (обично познат као prosimetrum); озбиљни и комични елементи; и еротских и декадентних пасуса. Као и код Апулеја Златног магарца (који се назива и Метаморфозе), класични научници га често описују као римски роман, без нужног имплицирања континуитета са романом.
Преживели делови оригиналног (много дужег) текста детаљно описују бизарне подвиге наратора Енколпија и његовог (могућег) роба и дечка Гитона, згодног шеснаестогодишњег дечака. То је други најпотпуније очувани римски роман, после потпуно сачуваног Апулејевог Златног магарца, који има значајне разлике у стилу и заплету. Сатирикон се такође сматра корисним доказом за реконструкцију начина на који су ниже класе живеле током раног Римског царства.